# Heather Moyse
Heather Moyse (n. 23 iulie 1978, Summerside⁠(d), Insula Prințului Edward, Canada) este o sportivă ce a reprezentat Canada, medaliată olimpică. A participat la 4 ediții ale Jocurilor Olimpice (2006, 2010, 2014, 2018) în care a câștigat două medalii de aur în proba de bob.